# Elinor Ostrom
Elinor Ostrom (n. 7 august 1933, Los Angeles, California, SUA – d. 12 iunie 2012, Bloomington, Indiana, SUA) a fost o politoloagă americană. Activitatea ei se concentrează în principal pe teoria acțiunilor colective și a bunurilor publice (corporale sau necorporale) și fac parte din „noua economie instituțională”.
În octombrie 2009, a devenit prima femeie, care a primit Premiul Nobel pentru Economie, împărțindu-l cu Oliver E. Williamson, „pentru analiza sa în privința guvernării și cooperării economice”.